# ФК Динамо Берлин
ФК Динамо Берлин је немачки фудбалски клуб из Берлина. Клуб је основан 1966. године и рекордан је освајач титула шампиона Источне Немачке са 10 узастопних титула, у периоду од 1979. до 1988. Такође, Динамо Берлин је освојио Куп Источне Немачке 2 пута, и једном био у полуфиналу Купа победника купова. Клуб се у сезони 2017/18. тамичи у Регионалној лиги североисток.

## Успеси
- Прва лига Источне Немачке
  - Првак (10): 1979, 1980, 1981, 1982, 1983, 1984, 1985, 1986, 1987, 1988
  - Другопласирани (3): 1972, 1976, 1989
- Куп Источне Немачке
  - Освајач (2): 1988, 1989
  - Финалиста (5): 1971, 1979, 1982, 1984, 1985
- Куп победника купова
  - Полуфиналиста (1): 1971/72

## Динамо Берлин у европским такмичењима
| Сезона  | Такмичење            | Коло          | Земља                                            | Клуб            | Резултат             |
| ------- | -------------------- | ------------- | ------------------------------------------------ | --------------- | -------------------- |
| 1971/72 | Куп победника купова | 1. коло       | Велс                                             | Кардиф сити     | 1:1, 1:1, 5:4 (пен.) |
|         |                      | Осмина финала | Белгија                                          | Бершо           | 3:1, 3:1             |
|         |                      | Четвртфинале  | Шведска                                          | Отвидаберг      | 2:0, 2:2             |
|         |                      | Полуфинале    | Совјетски Савез                                  | Динамо Москва   | 1:1, 1:1, 1:4 (пен.) |
| 1972/73 | Куп УЕФА             | 1. коло       | Француска                                        | Анже            | 1:1, 2:1             |
|         |                      | 2. коло       | Бугарска                                         | Левски Софија   | 3:0, 0:2             |
|         |                      | Осмина финала | Енглеска                                         | Ливерпул        | 0:0, 1:3             |
| 1976/77 | Куп УЕФА             | 1. коло       | Совјетски Савез                                  | Шахтјор Доњецк  | 0:3, 1:1             |
| 1978/79 | Куп УЕФА             | 1. коло       | Социјалистичка Федеративна Република Југославија | Црвена звезда   | 5:2, 1:4             |
| 1979/80 | Куп шампиона         | 1. коло       | Пољска                                           | Рух Хожов       | 4:1, 0:0             |
|         |                      | Осмина финала | Швајцарска                                       | Сервет          | 2:1, 2:2             |
|         |                      | Четвртфинале  | Енглеска                                         | Нотингем форест | 1:0, 1:3             |
| 1980/81 | Куп шампиона         | 1. коло       | Кипар                                            | АПОЕЛ           | 3:0, 1:2             |
|         |                      | Осмина финала | Чешка                                            | Бањик Острава   | 0:0, 1:1             |
| 1981/82 | Куп шампиона         | 1. коло       | Швајцарска                                       | Цирих           | 2:0, 1:3             |
|         |                      | Осмина финала | Енглеска                                         | Астон Вила      | 1:2, 1:0             |
| 1982/83 | Куп шампиона         | 1. коло       | Њемачка                                          | Хамбургер       | 1:1, 0:2             |
| 1983/84 | Куп шампиона         | 1. коло       | Луксембург                                       | Женес Еш        | 4:1, 2:0             |
|         |                      | Осмина финала | Социјалистичка Федеративна Република Југославија | Партизан        | 2:0, 0:1             |
|         |                      | Четвртфинале  | Италија                                          | Рома            | 0:3, 2:1             |
| 1984/85 | Куп шампиона         | 1. коло       | Шкотска                                          | Абердин         | 1:2, 2:1 (5:4 пен.)  |
|         |                      | Осмина финала | Аустрија                                         | Аустрија Беч    | 3:3, 1:2             |
| 1985/86 | Куп шампиона         | 1. коло       | Аустрија                                         | Аустрија Беч    | 0:2, 1:2             |
| 1986/87 | Куп шампиона         | 1. коло       | Шведска                                          | Ергруте         | 3:2, 4:1             |
|         |                      | Осмина финала | Данска                                           | Брондби         | 1:2, 1:1             |
| 1987/88 | Куп шампиона         | 1. коло       | Француска                                        | Бордо           | 0:2, 0:2             |
| 1988/89 | Куп шампиона         | 1. коло       | Њемачка                                          | Вердер Бремен   | 3:0, 0:5             |
| 1989/90 | Куп победника купова | 1. коло       | Исланд                                           | Валур           | 2:1, 2:1             |
|         |                      | Осмина финала | Француска                                        | Монако          | 0:0, 1:1             |